# Украјинска аутокефална православна црква
Украјинска аутокефална православна црква (УАПЦ; укр. Українська автокефальна православна церква, УАПЦ), некадашња је верска организација неканонског православља у Украјини (1921—2018).
Заједно са Кијевским патријархатом ујединила се у нову Православну цркву Украјине као прокламовану аутокефалну цркву.

## Историјат
Ова верска организација основана је 1921. године у Кијеву након што је Украјина у склопу Украјинске Народне Републике успоставила, по први пут, своју независност. Доласком бољшевистичких снага Украјинска аутокефална православна црква је своја седишта преместила у државе Северне Америке и неке државе Европе где су живели украјински досељеници. Седиште Украјинске аутокефалне православне цркве налази се у Кијеву у Цркви Светог Андрије.
Одређени украјински ревизионисти сматрају да је Украјинска аутокефална православна црква уз Украјинску гркокатоличку цркву изворна наследница украјинске традиционалне цркве основане 988. године за време владавине кнеза Светог Володимира који је започео покрштавање Кијевских Руса, но то није општеприхваћено ни у самој Украјини. Ова верска организација обухвата најмањи број верника у поређењу са остале три цркве у Украјини.

## Однос са другим црквама
С обзиром да је средњовековна Украјина била кључно средиште хришћанског живота Источних Словена преко 4. века и чињеница да је Кијевска митрополија из 988. године основана неколико векова пре Московске, Украјинска аутокефална православна црква данашњој Украјинској православној цркви (Московског патријархата) спочитава права на на наслеђе "Украјинске цркве" из 10. века. Међутим, у 10. веку није било ни Украјине, а камоли "украјинске цркве".
Припадници ове верске организације често напомињу, с обзиром да се још нису разрешиле правно-политичке несугласице између верских заједница у Украјини, како би Украјинска аутокефална православна црква требало да буде та која ће објединити "три украјинске православне цркве под њеним водством."